# Sertãozinho Hóquei Clube
El Sertãozinho Hóquei Clube és un club d'hoquei patins de la ciutat de Sertãozinho (Brasil), el qual disputa la Lliga brasilera d'hoquei patins masculina, competició de la qual és l'equip amb més títols. Fou fundat l'any 1980.

## Palmarès
- 1 Copa Intercontinental: 1986
- 3 Copa Sud-americana: 1982, 1985 i 1991
- 19 Lliga brasilera: 1985, 1986, 1987, 1989, 1990, 1991, 1992, 1995, 1996, 1999, 2001, 2003, 2004, 2005, 2006, 2007, 2008, 2009 i 2012.